# Paramus
Paramus (en anglais [pəˈræməs]) est un borough situé dans le comté de Bergen, dans l’État du New Jersey, aux États-Unis. Sa population s’élevait à 26 342 habitants lors du recensement de 2010, estimée à 26 880 habitants en 2016.